# Семёнов, Николай Петрович
Николай Петрович Семёнов (22 апреля (4 мая) 1823 — 11 (24) октября 1904) — российский государственный деятель, писатель, переводчик; действительный тайный советник.

## Биография
Родился в имении Рязанка Раненбургского уезда Рязанской губернии 22 апреля (4 мая) 1823 года, в семье отставного капитана лейб-гвардии Измайловского полка, писателя-драматурга Петра Николаевича Семёнова (1791—1832) в родовом имении Рязанка близ села Урусово Раненбургского уезда Рязанской губернии. Брат исследователя и путешественника Петра Семёнова-Тян-Шанского (1827—1914), писательницы Натальи Грот и внучатый племянник А. П. Буниной.
Образование получил в Царскосельском лицее (декабрь 1842 года) и 6 февраля 1843 года был зачислен в Министерство юстиции. Одновременно посещал занятия в Петербургском университете по курсу естественных наук. В 1846—1850 годах был исправляющим должность товарища председателя уголовной палаты в Ярославле, затем губернским прокурором. В декабре 1849 года пожалован званием камер-юнкера. В 1850 году направлен губернским прокурором в Вильно, где прослужил до 1853 года. Был обер-прокурором в одном из гражданских департаментов Сената с июля 1857 года. Состоял членом редакционной комиссии для составления «Положения о крестьянах».
Был произведён в действительные статские советники 23 апреля 1861 года; 21 августа 1868 года одновременно с назначением сенатором был произведён в тайные советники.
Главный труд Семёнова «Освобождение крестьян в царствование Императора Александра II» (1889—1893, был премирован Академией наук) представляет капитальный вклад в литературу эпохи, особенно ценный тем, что в основу труда положены подробные записки, которые Семёнов вел во время заседаний редакционных комиссий. По этому же вопросу он написал ряд журнальных статей.
В юности, ещё в лицее, он увлекался литературой и писал стихи; позже, за книгу переводов «Из Мицкевича» (1885) в 1886 году Семёнов был удостоен Пушкинской премии Академии наук. Занимался он также ботаникой, состоял членом Императорского Российского общества садоводов и в 1878 году издал «Русскую номенклатуру наиболее известных в нашей флоре и культуре и некоторых общеупотребительных растений». В парке усадьбы «Рязанка», которую он унаследовал в 1847 году, посадил такие редкие для центральной полосы культуры, как скумпия, барбарис пурпуролистный, псевдотсуга, несколько сортов туи. Два выступления Семёнова в обществе садоводов с критикой теории Дарвина, побудили Н. Я. Данилевского, находившегося с ним в дружеских отношениях, посвятить ему большой труд «Дарвинизм».
Умер в ночь с 10 на 11 октября 1904 года в своём имении Рязанка. 

## Сочинения
- Освобождение крестьян в царствование императора Александра II, Т. 1—3. — СПб., 1889—1893.
  - Том 1
  - Том 2
  - Том 3. Часть 1
  - Том 3. Часть 2
  - Указатель
  - Выводы и заключение
- Наше дворянство. — СПб., 1898.
- Русская номенклатура наиболее известных в нашей флоре и культуре и некоторых общеупотребительных растений. — СПб., 1878.
- Деревья и кустарники, растущие и разводимые на открытом воздухе в южной части Рязанской губернии. — СПб., 1881.

## Награды
- орден Св. Станислава 2-й ст. с императорской короной (1863)[8]
- орден Св. Владимира 3-й ст. (1865)
- орден Св. Станислава 1-й ст. (1867)
- орден Св. Анны 1-й ст. с императорской короной (1870)
- орден Белого орла
- орден Св. Александра Невского с бриллиантовыми знаками

## Семья
Жена: Надежда Павловна, урождённая Шишкина (1836—1914), сестра министра иностранных дел Н. П. Шишкина. У них дети:
- Александра Николаевна (1856—?)
- Пётр Николаевич (1858—1912)
- Михаил Николаевич (1867—1933)
- Маргарита Николаевна (16.12.1879—1891)

Портреты жены и сына работы Й. Кёлера
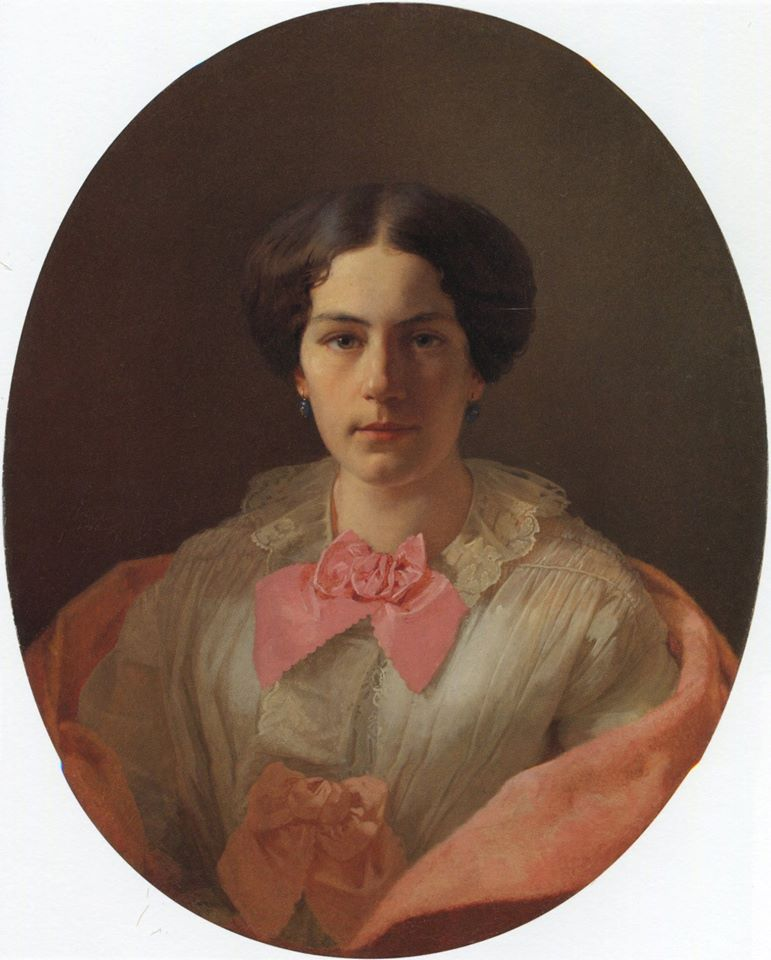
Портрет Надежды Павловны, 1855 г.
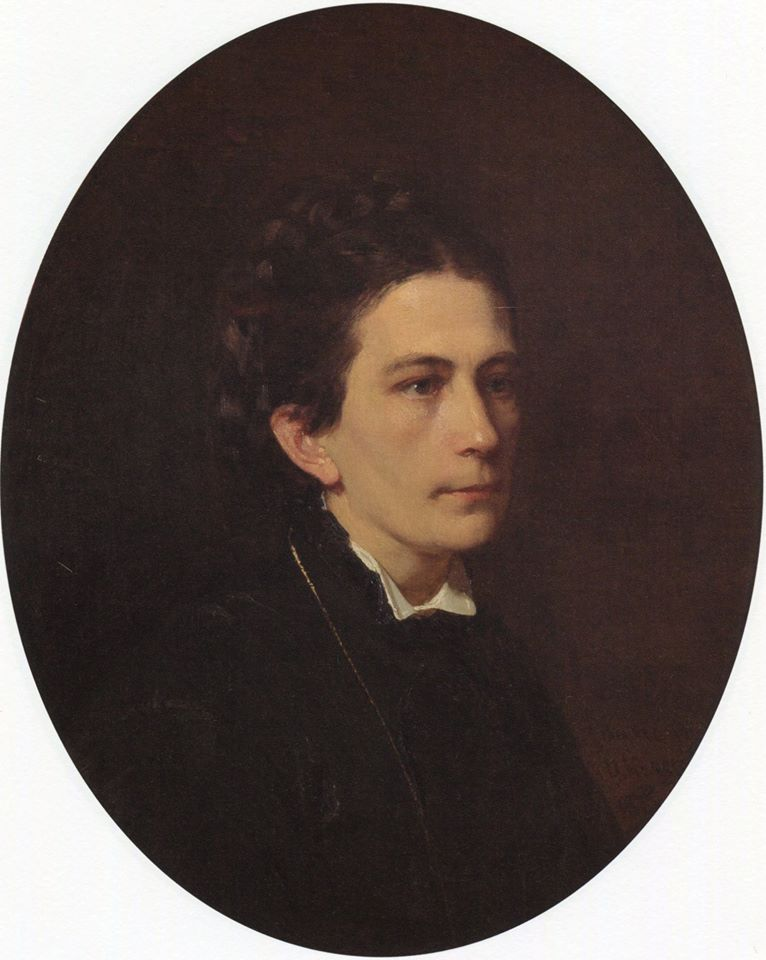
Портрет Надежды Павловны, 1875–1876 гг.
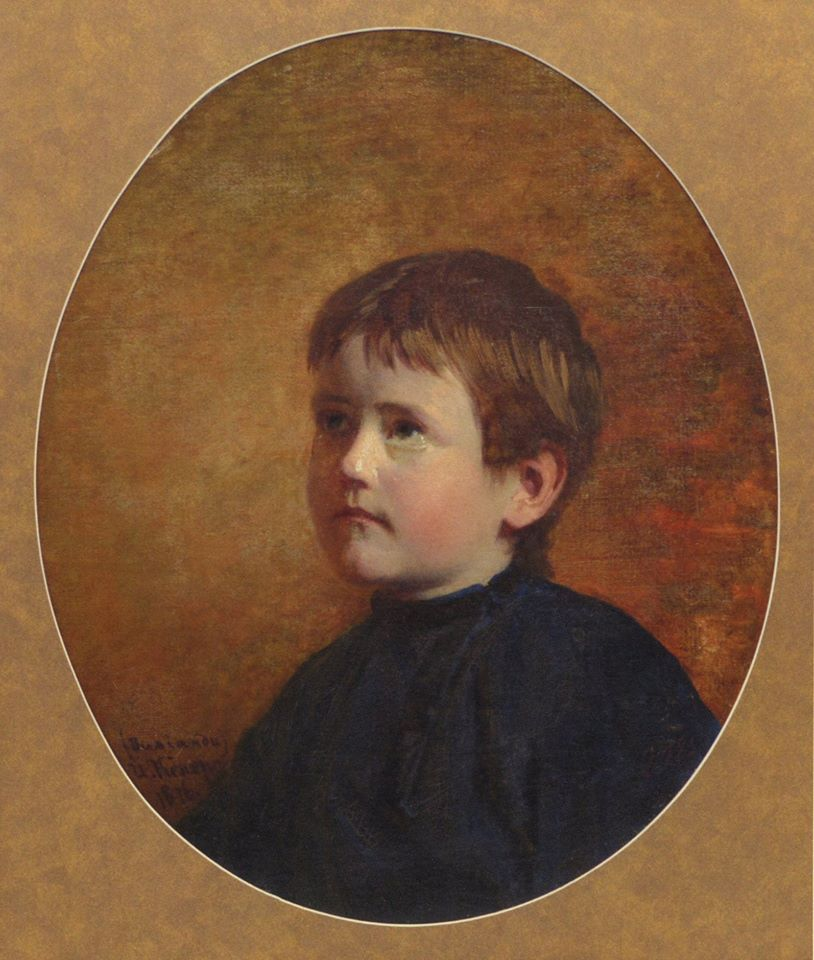
Портрет Михаила Николаевича, 1876 г.